# Louis Walsh
Louis Walsh, właściwie Michael Louis Vincent Walsh (ur. 5 sierpnia 1952 w Kiltimagh) – irlandzki menedżer, łowca talentów i osobowość telewizyjna, znany z bycia jurorem w programach typu talent show, takich jak m.in. Popstar i Ireland’s Got Talent w Irlandii oraz The X Factor w Wielkiej Brytanii.

## Życiorys

### Kariera menedżerska
W 1993 roku Louis Walsh postanowił stworzyć irlandzki odpowiednik zespołu Take That. W tym celu w listopadzie zorganizował otwarte przesłuchania, na które przyszło ponad 300 kandydatów. Ostatecznie do składu zespołu o nazwie Boyzone trafiło pięciu wokalistów: Shane Lynch, Ronan Keating, Stephen Gately, Mikey Graham i Keith Duffy. Grupa wydała do tej pory sześć albumów studyjnych i kilkanaście singli, w tym m.in. „Words”, „A Different Beat”, „Baby Can I Hold You” i „No Matter What”. W latach 2001–2007 wokaliści zdecydowali się na rozwój karier solowych, a w tym czasie Walsh objął funkcję menedżera Ronana Keatinga. W 1998 roku został współmenedżerem innego irlandzkiego zespołu – Westlife, w którego skład wchodzili Nicky Byrne, Kian Egan, Mark Feehily, Shane Filan, Brian McFadden.

### Kariera telewizyjna
W 2001 roku Louis Walsh pracował na planie irlandzkiej wersji programu Popstars. Rok później został jurorem w brytyjskim programie
Popstars: The Rivals, gdzie razem z Pete’em Watermanem wylansował girls band Girls Aloud. W kolejnych latach Walsh pojawiał się w kilku innych programach rozrywkowych emitowanych przez stację Raidió Teilifís Éireann (RTÉ), takich jak m.in. You’re a Star. Od 2004 roku pełni funkcję jurora w brytyjskiej wersji programu The X Factor emitowanej przez ITV. W trakcie wieloletniej pracy na planie programu wylansował takich wykonawców, jak m.in. Shayne Ward, JLS, Nicholas McDonald, Jedward, Sam Callahan czy Union J.
W 2006 roku wraz z aktorką Lucy Benjamin wygrał program The X Factor: Battle of the Stars. W styczniu 2012 roku pojawił się w programie dokumentalnym The Talent Show Story, gdzie opowiadał o byciu jurorem programów The X Factor i Popstars The Rivals. Latem 2012 roku tymczasowo zastąpił Simona Cowella na miejscu jurora podczas przesłuchań do drugiej edycji amerykańskiej wersji programu The X Factor, które odbyły się w Kansas City.